# 8923 Yamakawa
8923 Yamakawa è un asteroide della fascia principale. Scoperto nel 1996, presenta un'orbita caratterizzata da un semiasse maggiore pari a 2,4171314 UA e da un'eccentricità di 0,1459240, inclinata di 1,54467° rispetto all'eclittica.